# Rott Ferenc
Rott Ferenc (Somberek, 1970. október 6. –) magyar labdarúgó. Első NB I-es mérkőzése 1991. május 25-én a Veszprém FC–Békéscsabai Előre FC találkozó volt, ahol csapata 3–0-s győzelmet aratott a békés megyei együttes ellen.

## Sikerei, díjai
- Veszprém FC:
  - Magyar bajnoki 5. hely: 1991

- Kispesti Honvéd:
  - Magyar bajnoki ezüstérmes: 1994
  - Magyarkupa győztes: 1996
  - Magyarkupa ezüstérmes: 1994

- Szombathelyi Haladás:
  - Magyar bajnoki 13. hely: 1998

- BVSC Budapest:
  - Magyar bajnoki 17. hely: 1999